# V391 Большого Пса
V391 Большого Пса (лат. V391 Canis Majoris) — двойная затменная переменная звезда типа Алголя (EA) в созвездии Большого Пса на расстоянии приблизительно 3649 световых лет (около 1119 парсеков) от Солнца. Видимая звёздная величина звезды — от +10,55m до +10,06m. Орбитальный период — около 1,7569 суток.